# Communications Decency Act
Il Communications Decency Act del 1996 (CDA) è stato il primo tentativo degno di nota del Congresso degli Stati Uniti di regolamentare il materiale pornografico su Internet. Nel caso storico del 1997 Reno v. ACLU, la Corte Suprema degli Stati Uniti ha annullato all'unanimità le disposizioni anti-indecenza della legge. 
La legge è il nome abbreviato del Titolo V della legge sulle telecomunicazioni del 1996, come specificato nella sezione 501 della legge del 1996. I senatori James Exon e Slade Gorton l'hanno presentata alla Commissione del Senato per il Commercio, la Scienza e i Trasporti nel 1995. L'emendamento che divenne il CDA fu aggiunto alla legge sulle telecomunicazioni al Senato con un voto di 81 a 18 il 15 giugno 1995.
Come poi approvato dal Congresso, il Titolo V ha influenzato Internet (e le comunicazioni online) in due modi significativi. In primo luogo, ha tentato di regolamentare sia l'indecenza (quando disponibile per i bambini) che l'oscenità nel cyberspazio. In secondo luogo, l'articolo 230 del titolo 47 del Codice degli Stati Uniti, parte di una codificazione del Communications Act del 1934 (articolo 9 del Communications Decency Act / articolo 509 del Telecommunications Act del 1996) è stato interpretato nel senso che gli operatori di servizi Internet non sono editori (e quindi non sono legalmente responsabili per le parole di terzi che utilizzano i loro servizi).
Approvato dal Congresso il 1º febbraio 1996 e firmato dal presidente Bill Clinton l'8 febbraio 1996, il CDA imponeva sanzioni penali a chiunque:
Ha inoltre criminalizzato la trasmissione di materiale "osceno o indecente" a persone note per avere meno di 18 anni.